# FFA Cup 2021
L' FFA Cup 2021 è stata la 8ª edizione della coppa australiana di calcio. La competizione è iniziata il 12 febbraio 2021 ed è terminata il 5 febbraio 2022.
Il Melbourne Victory ha vinto la competizione per la seconda volta nella sua storia.

## Squadre partecipanti
Alla fase finale della competizione partecipano 32 squadre: 10 partecipanti alla A-League, 1 vincitore della NPL e 21 squadre provenienti dalle serie inferiori e vincitrici dei turni preliminari.
| A-League | Livello 2 | Livello 5       |
| - Adelaide Utd - Brisbane Roar - C.C. Mariners - Macarthur - Melbourne City - Melbourne Victory - Sydney FC - Wellington Phoenix - Western Sydney - Western Utd | - Adelaide City - Adelaide Olympic - APIA Leichhardt - Avondale - Blacktown City - Broadmeadow Magic - Casuarina - Devonport City - ECU Joondalup - Floreat Athena - Gold Coast Knights - Hume City - Mt. Druitt Town Rangers - Newcastle Olympic - Peninsula Power - Port Melbourne - Queensland Lions - South Melbourne - Sydney Olympic - Tigers FC - Wollongong Wolves | - Edge Hill Utd |

## Calendario
| Turno                | Date                               | Numero di incontri | Numero di squadre |
| -------------------- | ---------------------------------- | ------------------ | ----------------- |
| Turni preliminari    | 12 febbraio - 24 novembre 2021     | 793                | 765 → 32          |
| Sedicesimi di finale | 14 settembre - 7 dicembre 2021     | 16                 | 32 → 16           |
| Ottavi di finale     | 17 ottobre - 14 dicembre 2021      | 8                  | 16 → 8            |
| Quarti di finale     | 21 dicembre 2021 - 12 gennaio 2022 | 4                  | 8 → 4             |
| Semifinali           | 18-29 gennaio 2022                 | 2                  | 4 → 2             |
| Finale               | 5 febbraio 2022                    | 1                  | 2 → 1             |

## Turni preliminari
I 21 slot riservati alle squadre delle serie inferiori sono assegnati tramite otto turni preliminari, ai quali partecipano un totale di 765 squadre.
| Federazione regionale | Competizione                    | Qualificate ai sedicesimi |
| --------------------- | ------------------------------- | ------------------------- |
| Capital Football      | Capital Football Federation Cup | 1                         |
| Football NSW          | Waratah Cup                     | 4                         |
| NNSWF                 | NNSWF State Cup                 | 2                         |
| FNT                   | NT FFA Cup                      | 1                         |
| Football Queensland   | Kappa Queensland Cup            | 4                         |
| FSA                   | SA Federation Cup               | 2                         |
| Football Tasmania     | Milan Lakoseljac Cup            | 1                         |
| Football Victoria     | Dockerty Cup                    | 4                         |
| Football West         | State Cup                       | 2                         |

## Sedicesimi di finale
Il sorteggio per i sedicesimi di finale si è tenuto il 8 luglio 2021. La squadra della divisione più bassa è l'Edge Hill Utd, unico club di quinta divisione presente in questa fase.
| Squadra 1               | Risultato   | Squadra 2          |
| ----------------------- | ----------- | ------------------ |
| 14 settembre 2021       |             |                    |
| Peninsula Power         | 0 - 3       | Brisbane Roar      |
| 15 settembre 2021       |             |                    |
| Edge Hill Utd           | 0 - 2       | Gold Coast Knights |
| 21 settembre 2021       |             |                    |
| Queensland Lions        | 6 - 0       | Casuarina          |
| 26 settembre 2021       |             |                    |
| Floreat Athena          | 1 - 3 (dts) | Adelaide Utd       |
| 29 settembre 2021       |             |                    |
| ECU Joondalup           | 0 - 3       | Adelaide Olympic   |
| 6 novembre 2021         |             |                    |
| Mt. Druitt Town Rangers | 0 - 3       | Wollongong Wolves  |
| 9 novembre 2021         |             |                    |
| Avondale                | -           | Devonport City     |
| 10 novembre 2021        |             |                    |
| Broadmeadow Magic       | 0 - 3       | Western Sydney     |
| Hume City               | 3 - 1       | Port Melbourne     |
| 12 novembre 2021        |             |                    |
| South Melbourne         | 0 - 3       | Melbourne City     |
| 13 novembre 2021        |             |                    |
| Blacktown City          | 0 - 1       | C.C. Mariners      |
| Newcastle Olympic       | 0 - 3       | Macarthur          |
| 24 novembre 2021        |             |                    |
| Sydney Olympic          | 2 - 4       | Sydney FC          |
| 1º dicembre 2021        |             |                    |
| Adelaide City           | 0 - 1       | Melbourne Victory  |
| 2 dicembre 2021         |             |                    |
| Tigers FC               | 0 - 3 (dts) | APIA Leichhardt    |
| 7 dicembre 2021         |             |                    |
| Western Utd             | 0 - 1       | Wellington Phoenix |

## Ottavi di finale
| Squadra 1          | Risultato   | Squadra 2          |
| ------------------ | ----------- | ------------------ |
| 17 ottobre 2021    |             |                    |
| Adelaide Olympic   | 0 - 1       | Adelaide Utd       |
| 24 ottobre 2021    |             |                    |
| Queensland Lions   | 0 - 4       | Brisbane Roar      |
| 1º dicembre 2021   |             |                    |
| Wollongong Wolves  | 1 - 2       | C.C. Mariners      |
| Hume City          | 0 - 1       | Melbourne City     |
| 7 dicembre 2021    |             |                    |
| APIA Leichhardt    | 2 - 1       | Western Sydney     |
| 8 dicembre 2021    |             |                    |
| Sydney FC          | 2 - 0 (dts) | Macarthur          |
| 14 dicembre 2021   |             |                    |
| Avondale           | 1 - 4       | Wellington Phoenix |
| 30 dicembre 2021   |             |                    |
| Gold Coast Knights | 1 - 2 (dts) | Melbourne Victory  |

## Quarti di finale
| Squadra 1        | Risultato       | Squadra 2          |
| ---------------- | --------------- | ------------------ |
| 21 dicembre 2021 |                 |                    |
| APIA Leichhardt  | 0 - 6           | C.C. Mariners      |
| 5 gennaio 2022   |                 |                    |
| Melbourne City   | 0 - 0 (3-4 dtr) | Wellington Phoenix |
| Adelaide Utd     | 1 - 2           | Melbourne Victory  |
| 12 gennaio 2022  |                 |                    |
| Sydney FC        | 1 - 0           | Brisbane Roar      |

## Semifinali
| Squadra 1         | Risultato | Squadra 2          |
| ----------------- | --------- | ------------------ |
| 18 gennaio 2022   |           |                    |
| Sydney FC         | 0 - 1     | C.C. Mariners      |
| 29 gennaio 2022   |           |                    |
| Melbourne Victory | 4 - 1     | Wellington Phoenix |

## Finale
| Arbitro: | S. Evans |

|                               |           |               |
| Davidson 70’ Ikonomidis 90+5’ | Marcatori | Bozanic 90+7’ |